# Categoria de relações
Na matemática, a categoria Rel tem a classe de conjuntos como objetos e relação binárias como morfismos.
Um morfismo (ou flecha) R : A → B nesta categoria é uma relação entre os conjuntos A e B, então  R ⊆ A × B.
A composição de duas relações R: A → B e S: B → C é dada por
(a, c) ∈ S o R ⇔ para algum b ∈ B, (a, b) ∈ R e (b, c) ∈ S.
Rel também já foi chamado de "categoria de correspondências de conjuntos".

## Propriedades
A categoria Rel possui a categoria de conjuntos Set como uma (ampla) subcategoria, onde a flecha  f : X → Y em Set corresponde à relação  F ⊆ X × Y definida por (x, y) ∈ F ⇔ f(x) = y.
Um morfismo em Rel é uma relação, e o morfismo correspondente na categoria oposta a Rel tem as setas invertidas, então é a relação inversa. Assim, Rel contém sua oposta e é auto-dual.
A involução representada pela inversão da relação fornece o dagger para tornar Rel uma categoria dagger.
A categoria possui dois functors em si mesma dados pelo functor hom: Uma relação binária R ⊆ A × B e sua transposição RT ⊆ B × A podem ser compostas tanto como R RT quanto como RT R. A primeira composição resulta em uma relação homogênea em A e a segunda em B. Como as imagens desses funtores hom estão em Rel própria, neste caso hom é um functor hom interno. Com seu functor hom interno, Rel é uma categoria fechada, e além disso, uma categoria compacta dagger.
A categoria Rel pode ser obtida a partir da categoria Set como a categoria Kleisli para o monad cujo functor corresponde ao conjunto das partes, interpretado como um functor covariante.
Talvez um pouco surpreendente à primeira vista seja o fato de que o produto em Rel é dado pela união disjunta:181 (em vez do produto cartesiano como é em Set), e o mesmo ocorre com o coproduto.
Rel é monoidal fechada, se definirmos tanto o produto monoidal A ⊗ B quanto o functor hom interno A ⇒ B pelo produto cartesiano de conjuntos. Também é uma categoria monoidal se definirmos o produto monoidal pela união disjunta de conjuntos.
A categoria Rel foi o protótipo para a estrutura algébrica chamada de alégora por Peter J. Freyd e Andre Scedrov em 1990. Começando com uma categoria regular e um funtor F: A → B, eles observam propriedades do funtor induzido Rel(A,B) → Rel(FA, FB). Por exemplo, ele preserva composição, conversão e interseção. Tais propriedades são então usadas para fornecer axiomas para uma alegoria.

## Relações como objetos
David Rydeheard e Rod Burstall consideram que Rel possui objetos que são relações homogêneas. Por exemplo, A é um conjunto e R ⊆ A × A é uma relação binária em A. Os morfismos desta categoria são funções entre conjuntos que preservam uma relação: Dizemos que S ⊆ B × B é uma segunda relação e f: A → B é uma função tal que {\displaystyle xRy\implies f(x)Sf(y),} então f é um morfismo.
A mesma ideia é avançada por Adamek, Herrlich e Strecker, onde eles designam os objetos (A, R) e (B, S), conjunto e relação.